# Big Jack
Pour plus de détails, voir Fiche technique et Distribution.
Big Jack est un western américain réalisé par Richard Thorpe, sorti en 1949.

## Synopsis
À la frontière entre le Maryland et la Virginie en 1802, un jeune médecin est sur le point d'être pendu, lorsqu'il est sauvé par des hommes de la bande de Big Jack qui recherchent un médecin pour soigner le chef de la bande, blessé à la jambe.

## Fiche technique
- Titre original : Big Jack
- Réalisation : Richard Thorpe
- Scénario : Marvin Borowsky, Otto Eis, Gene Fowler et Ben Hecht (non crédité), d'après une histoire de Robert Thoeren (en)
- Direction artistique : Cedric Gibbons et Randall Duell
- Décors : Edwin B. Willis, assisté de Hugh Hunt
- Costumes : Valles
- Photographie : Robert Surtees
- Son :	Douglas Shearer
- Musique : Herbert Stothart
- Montage : George Boemler
- Production : Gottfried Reinhardt
- Société de production : Metro-Goldwyn-Mayer
- Société de distribution : Loew's Inc.
- Pays de production :  États-Unis
- Langue originale : anglais
- Format : noir et blanc — 35 mm — 1,37:1 — son Mono (Western Electric Sound System)
- Genre : Western
- Durée : 85 minutes
- Type : Noir et blanc
- Date de sortie : 
  - États-Unis : 29 avril 1949[1], 12 avril 1949[2]

## Distribution
- Wallace Beery : Big Jack Horner
- Richard Conte : Dr Alexander Meade
- Marjorie Main : Flapjack Kate
- Edward Arnold : Mahoney, le maire
- Vanessa Brown : Patricia Mahoney
- Clinton Sundberg : C. Petronius Smith
- Charles Dingle : Mathias Taylor
- Clem Bevans : Saltlick Joe
- Jack Lambert : Bud Valentine
- Will Wright : Will Farnsworth
- William Bill Phillips (sv) : Toddy
- Syd Saylor : Pokey
- Tom Fadden (non crédité) : Shérif Summers

## Autour du film
- C'est le dernier film de Wallace Beery, qui meurt d'une crise cardiaque le 15 avril 1949. Il avait été sous contrat avec la M-G-M pendant 19 ans[3].